# Agente Ñero Ñero 7
Agente Ñero Ñero 7 es una película cómica colombiana de 2016 dirigida por Gabriel Casilimas y protagonizada por el comediante y actor Hassam en el papel del detective privado Rogelio Pataquiva. Jenny Vargas, Christophe de Geest, Camilo Cifuentes, María Cristina Gálves, Víctor Rodríguez y Yuly Pedraza realizaron papeles de reparto. El nombre de la película está inspirado en el Agente 007, un personaje ficticio creado por el escritor británico Ian Fleming.

## Sinopsis
Rogelio Pataquiva es un aspirante a detective privado bastante particular y coloquial. Por pura casualidad, se le asigna acompañar al experimentado agente Thompson para investigar a Máximo Lora, un criminal que secuestra a un prestigioso científico nuclear. Esta peculiar pareja se mete en un sinnúmero de líos y termina forjando una gran amistad, a pesar de la incompetencia de Rogelio para llevar a cabo su peligrosa misión.

## Reparto
- Hassam es Rogelio Pataquiva.
- Jenny Vargas es Sara.
- Christophe de Geest es Thompson.
- Camilo Cifuentes es Monsalve.
- María Cristina Gálvez es Yamile.
- Víctor Rodríguez es Máximo Lora.
- Gamal Dillard es Sargento.